# Fawzia Amin Sido
Fawzia Amin Sido (2002/2003) és una dona yazidita del nord de l'Iraq que va ser capturada per l'⁣Estat Islàmic (ISIS) quan era una nena d'11 anys durant el genocidi yazidita el 2014, i obligada a restar en captivitat durant una dècada i sotmesa a abusos físics i sexuals continus.
Va ser casada a la força amb un militant palestí de l'Estat Islàmic a Síria, que va abusar d'ella físicament i sexualment, amb qui fou forçada a tenir dos fills en una edat molt jove. Després de la mort d'ell l'any 2020, va ser atreta per unir-se a la família del seu exmarit a Gaza, on va ser abusada també per ells. L'any 2024, va escapar amb èxit de Gaza després que el seu llavors captor, un membre palestí d'⁣ISIS i Hamàs, fos assassinat. Va ser transportada a Israel per rebre menjar i atenció mèdica, després escortada a Jordània per funcionaris nord-americans, i finalment es va reunir amb la seva família a Sinjar a l'Iraq. L'informe dels mitjans de comunicació indicà que els governs nord-americà, israelià, iraquià i jordà van col·laborar en el seu rescat.

## Vida primerenca i captivitat
Fawzia Amin Sido va ser segrestada un mes abans del seu 11è aniversari quan ISIS va envair el districte de Sinjar a l'Iraq durant el genocidi del grup contra els yazidis. El genocidi, que les Nacions Unides han reconegut oficialment, va provocar la mort de fins a 10.000 yazidis i el desplaçament de més de 400.000. Més de 6.000 yazidis, incloses dones i nens, van ser esclavitzades per ISIS. A diversos pobles yazidis, homes i nens de més de 14 anys van ser separats de dones i nenes, els homes van ser executats i les dones segrestades com a "botí de guerra". Algunes noies i dones iazidites que van escapar després van informar que havien estat venudes o donades com a "regals" com a esclavitud sexual als membres de l'ISIS. Des del seu segrest, la seva família va poder comunicar-se poc amb ella.
A principis de 2015, Sido va ser traslladada a Raqqa, Síria, on va ser casada a la força amb un militant de l'Estat Islàmic palestí de 24 anys. Més tard va explicar en una entrevista que "em va dir que havia de dormir amb ell, i el tercer dia va anar a una farmàcia i va portar un medicament que adorm part del cos, em va donar aquell medicament i vaig plorar". Va patir un abús sexual i físic continu per part del seu marit, quedant embarassada i donant a llum dos fills a una edat molt jove. El marit es va tornar cada cop més abusiu, sobretot després de prendre una segona dona.
A finals del 2018, després que les forces kurdes liderades pels Estats Units expulsessin ISIS de Síria, Saydo, de 15 anys, va perdre el contacte amb el seu captor palestí, que va fugir a Idlib. A principis del 2019, es va reunir breument amb ell abans que es declarés mort.
Després de la mort del seu marit, Sido es va unir a la seva família a Gaza, tement el rebuig de la seva comunitat a l'Iraq a causa de les circumstàncies de la concepció dels seus fills. Ella i els seus fills van emprendre un viatge de quatre anys per Turquia i Egipte, i finalment van arribar a la Franja de Gaza cap al 2020. Un cop allà, es va enfrontar a importants dificultats a mans de la família del seu marit. Aïllada de la seva pròpia família, comunitat i llengua materna, va experimentar una profunda angoixa mentre cuidava els seus dos fills petits en aquell nou entorn.

## Operació de rescat
Steve Maman, un empresari jueu canadenc i cap de l'Alliberament dels Nens Cristians i Yazidis de l'Iraq, conegut pels seus esforços per rescatar els Yazidis de l'Estat Islàmic, va informar a The Jerusalem Post el setembre de 2024 que Fawzia Amin Sido va escapar dels seus captors a finals de 2023 després que un terrorista de Hamàs que la sostenia morís en un atac aeri israelià enmig del conflicte en curs a Gaza. Amb accés a un telèfon mòbil, Sido va gravar un vídeo de TikTok que detallava la seva situació, que va rebre l'atenció de Rudaw News, un mitjà de comunicació que parlava kurmanji que posteriorment va ajudar a localitzar la seva família estranya. Steve Maman va facilitar la comunicació entre la seva família i les autoritats israelianes, i va demanar una acció ràpida del Consell de Seguretat Nacional d'Israel per orquestrar el rescat de Sido i reunir-la amb la seva família. Utilitzant la seva xarxa, va organitzar un refugi segur per a Sido prop de les posicions de les Forces de Defensa d'Israel (IDF), a només dos quilòmetres del pas fronterer de Kerem Shalom.
En una conversa amb The Jerusalem Post, Sido va expressar la gravetat de les seves circumstàncies: "La meva situació és molt dolenta. La situació aquí és greu en molts aspectes. Necessito trobar una manera de sortir d'aquí el més ràpid possible. Vull poder tornar amb la meva família". Va denunciar haver patit maltractaments greus tant de la família del seu marit com de les autoritats de Hamàs, que li van provocar múltiples intents de suïcidi i un mes d'hospitalització forçada. Tot i sentir-se marginalment més segura a la seva ubicació actual, va transmetre la seva desesperació, qüestionant el propòsit de compartir la seva història, afirmant: "Hi ha algun benefici que parli amb tu sobre la meva vida, o només m'està cansant? Perquè molts m'han preguntat a mi i m'han dit de tot, però malauradament va ser en va".
El procés de rescat es va perllongar i es va reprogramar repetidament a causa dels reptes plantejats per la fractura diplomàtica entre Israel i l'Iraq i una llei iraquiana del 2022 que criminalitza qualsevol vincle amb Israel.
El 3 d'octubre de 2024, els informes van confirmar l'alliberament de Sido de Gaza. La intel·ligència israeliana va dir que havien descobert la seva situació i s'havien compromès amb les autoritats nord-americanes per obtenir més ajuda Un informe de les FDI va indicar que l'operació va implicar la coordinació entre el COGAT de les FDI, l'ambaixada dels EUA a Jerusalem i altres membres de la comunitat internacional. Sido va ser transportada a Israel a través del pas fronterer de Kerem Shalom, on va rebre aliments essencials i atenció mèdica abans de ser escortada per funcionaris nord-americans a Jordània a través del pas d'Allenby. Saydo va arribar a Bagdad el matí del 2 d'octubre i va ser escortada per oficials d'intel·ligència iraquians a Mossul, on es va reunir amb la seva mare i la resta de la seva família supervivent.
Després del seu rescat, el general de brigades Elad Goren, que supervisava els esforços humanitaris israelians a Gaza, va remarcar que Sido semblava estar "més o menys" bé físicament, però "no es trobava en una bona situació mental" després d'anys d'abús. Un informe similar va ser proporcionat per Silwan Sinjaree, un funcionari del Ministeri d'Afers Exteriors iraquià.